# Харківка (Амурська область)
Харківка (рос. Харьковка) — село у Октябрському районі Амурської області Російської Федерації. Розташоване на території українського історичного та етнічного краю Зелений Клин.
Входить до складу муніципального утворення Новомихайлівська сільрада. Населення становить 2 особи (2018).

## Історія
З 20 жовтня 1932 року входить до складу новоутвореної Амурської області.
З 1 січня 2006 року органом місцевого самоврядування є Новомихайлівська сільрада.

## Населення
| 2002 | 2010 | 2012 | 2013 | 2014 | 2015 | 2016 |
| ---- | ---- | ---- | ---- | ---- | ---- | ---- |
| 77   | ↘9   | ↘7   | →7   | ↘2   | →2   | →2   |
| 2017 | 2018 |      |      |      |      |      |
| →2   | →2   |      |      |      |      |      |